# Ligne de Saint-Vincent-des-Landes à Massérac
La ligne de Saint-Vincent-des-Landes à Massérac est une ancienne ligne de chemin de fer française à écartement standard non électrifiée reliant Saint-Vincent-des-Landes à Massérac, dans le département de la Loire-Atlantique. Inaugurée en 1881 par la Compagnie des chemins de fer de l'Ouest, elle est fermée au trafic voyageurs en 1939 et déclassée en 1954 par la Société nationale des chemins de fer français (SNCF). 
Elle porte le numéro 464 000 du réseau ferroviaire national français.

## Histoire
La ligne, partie d'un itinéraire « de Châteaubriant à Redon », est concédée à la Compagnie des chemins de fer de l'Ouest par une convention signée le 31 décembre 1875 entre le ministre des Travaux publics et la compagnie. Cette convention est approuvée à la même date par une loi qui déclare la ligne d'utilité publique.
Le 11 avril 1881 la compagnie des chemins de fer de l'Ouest inaugure sa ligne de Châteaubriant à Massérac, via Saint-Vincent-des-Landes, qui s'embranche sur la ligne de Rennes à Redon. La gare de Massérac est ouverte cette même année 1881 pour assurer la desserte de cette bifurcation, et la gare de Beslé est équipée d'un dépôt pour les locomotives à vapeur avec une plaque tournante.
La Société nationale des chemins de fer français (SNCF) ferme le trafic voyageurs en 1939, le trafic marchandises le 18 mai 1952 et le déclassement de la ligne (PK 367,320 à 401,020) intervient par décret le 12 novembre 1954.